# Quest of Aidance
Quest of Aidance ist eine schwedische Deathgrind-Band aus Skövde, die im Jahr 2004 gegründet wurde.

## Geschichte
Die Band wurde Anfang 2004 von dem Schlagzeuger Christian Älvestam und dem Gitarristen Christian Lundgren gegründet. Während der Arbeiten zum ersten Demo namens Human Trophy wechselte Älvestam zur E-Gitarre und übernahm zudem noch den Gesang. Als weitere Mitglieder kamen außerdem noch der Bassist und Sänger Anders Johansson und der Schlagzeuger Henrik Schönström zur Besetzung. Das Demo wurde im Sommer 2004 unter der Leitung von Robert Ahrlin in den Flatpig Studios aufgenommen. Gemastert wurde der Tonträger bei Criteria Mastering von Plec später im selben Jahr. Mitte 2005 kontaktierte Roy Yeo, Labelmanager von Pulverised Records, Christian Älvestam, die sich bereits durch ihre Zusammenarbeit bei Unmoored kannten. Nachdem Älvestam ihm einige Aufnahmen von Human Trophy zugeschickt hatte, erreichte die Gruppe einen Vertrag bei dem Label. Hierüber wurde das Demo unter dem Namen Fallen Man Collection im März 2006, nur mit verändertem Layout, wiederveröffentlicht. Danach kam Jonas Kjellgren als weiterer Sänger und Gitarrist zur Band. Ende 2007 begab sich die Gruppe in Kjellgrens Black Lounge Studios, um ihr Debütalbum aufzunehmen. In der Zwischenzeit erschien im Sommer 2007 die EP Dark Are the Skies at Hand. Die Auflage hiervon war auf 300 Stück begrenzt. Danach verließ Sänger Johansson die Band und wurde durch Daniel Valström ersetzt. Das Debütalbum erschien im Jahr 2013 unter dem Namen Misanthropic Propaganda bei Pulverised Records.

## Stil
Laut rockdetector.com spiele die Band eine Mischung aus Death Metal und Grindcore, die Arnold Schwarzenegger als Thema behandle. Laut Anzo Sadoni vom Metal Hammer spiele die Band auf Misanthropic Propaganda eine punkige Mischung aus Grindcore und Death Metal. Jedoch hebe sich die Gruppe durch die dynamischen Lieder von anderen Deathgrind-Bands ab.

## Diskografie
- 2005: Human Trophy (Demo, Eigenveröffentlichung)
- 2006: Fallen Man Collection (EP, Pulverised Records)
- 2007: Dark Are the Skies at Hand (EP, Pulverised Records)
- 2013: Misanthropic Propaganda (Album, Pulverised Records)